# Deion Branch
Pour les articles homonymes, voir Branch.
(en) Statistiques sur pro-football-reference
Deion Branch, né le 18 juillet 1979 à Albany (Géorgie), est un joueur américain de football américain qui a évolué au poste de wide receiver dans la National Football League entre 2002 et 2014.
IL remporte les Super Bowls XXXVIII et XXXIX avec les Patriots. Il est désigné MVP du Super Bowl XXXIX.

## Biographie
Après avoir joué au niveau universitaire pour les Cardinals de Louisville en 2000 et 2001 dans la NCAA Division I FBS, il est sélectionné en 65e choix global lors du deuxième tour de la draft 2002 de la NFL par la franchise des Patriots de la Nouvelle-Angleterre.
Branch a disputé 53 matchs avec les Patriots et y a inscrit 14 touchdowns. Il rejoint les rangs des Seahawks de Seattle pour la saison 2006 de la NFL. Le 11 octobre 2010, il revient chez les Patriots contre un 4e tour lors de la draft 2011.
Il est désigné MVP du Super Bowl XXXIX avec 11 réceptions et 133 yards.

## Palmarès
- Vainqueur et MVP du Super Bowl XXXIX, saison 2004
- Vainqueur du Super Bowl XXXVIII, saison 2003